# White Snake
White Snake este primul album solo de David Coverdale, lansat în februarie 1977. El va folosi titlul albumului ca numele viitoarei sale formații, cunoscută mai întâi sub numele de „David Coverdale’s Whitesnake” și scurt după aceea Whitesnake.

## Piese
Toate melodiile sunt compuse de David Coverdale, cu excepția cazului în care este indicat.
1. "Lady" (Coverdale, Micky Moody) – 3:48
2. "Blindman" – 6:01
3. "Goldies Place" – 5:03
4. "Whitesnake" (Coverdale, Moody) – 4:22
5. "Time on My Side" (Coverdale, Moody) – 4:26
6. "Peace Lovin' Man" – 4:53
7. "Sunny Days" – 3:31
8. "Hole in the Sky" – 3:23
9. "Celebration" (Coverdale, Moody) – 4:11
10. "Peace Lovin' Man" (Take 1) – 5:04 (Piesa bonus)
11. "Sunny Days" (Take 1) – 3:21 (Piesa bonus)